# Marie Sophie von Hopffgarten

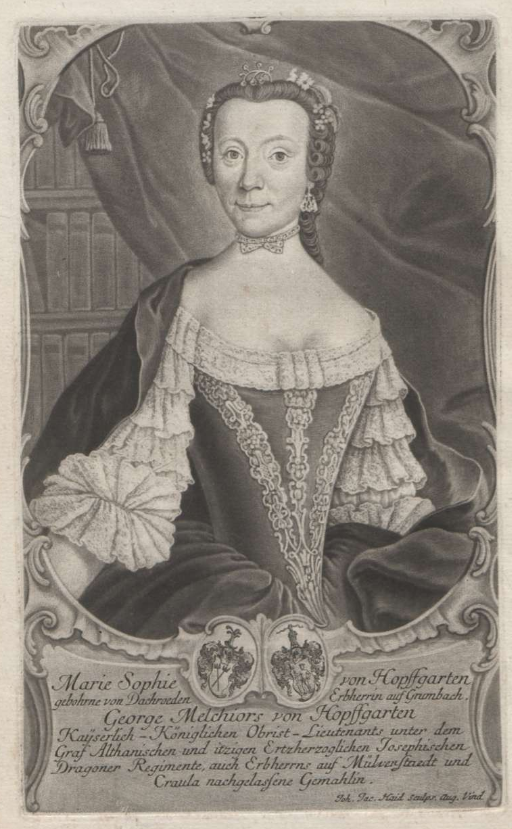
Porträt von Marie Sophie von Hopffgarten

Marie Sophie von Hopffgarten (* 1713 als Maria Sophia von Dachröden; † März 1789) war eine deutsche Rittergutsbesitzerin und Poetin. Sie verfasste drei Prosawerke sowie die Chronik der Adelsfamilie von Hopffgarten.

## Leben
Marie Sophie von Hopffgarten war die jüngste Tochter von Georg Anton von Dachröden (* 1656; † 1728) und dessen Frau Johanna Elisabeth, geb. von Wallwitz (* um 1685; † 1774). Der Vater war Stiftshofmeister der Äbtissin von Quedlinburg, von Marie Elisabeth von Schleswig-Holstein-Gottorf (* 1678; † 1755). Carl Friedrich von Dachröden war ihr Bruder und Karl Friedrich von Dacheröden ihr Neffe. Nach dem Tod ihres Vaters war ihr 1728 gemeinsam mit ihrer Schwester die Hälfte des Rittergutes Grumbach zugefallen, das sie nach erfolgter Auszahlung des Bruders Carl Friedrich von Dachröden gemeinsam besaßen. Sie verkaufte ihre Hälfte erst 1770 an ihre beiden verschuldeten Söhne.
1730 heiratete sie Georg Melchior (II.) von Hopffgarten. Als seine dritte Ehefrau hatte sie mit ihm drei Söhne: Johann Carl von Hopffgarten (* 1731), Georg August von Hopffgarten (* 1734) und Adolph Ferdinand von Hopffgarten (* 1735).
Ihr Ehemann verstarb 1741 als Oberstleutnant nach einer vierwöchigen Krankheit. Nach seinem Tod zog sie mit ihren Söhnen von Craula nach Eisenach. Dort gab sie ihre Söhne dem fürstlichen Lehnsekretär in Pension, damit sie mehr Zeit zum Lesen hatte. Sie freundete sich mit dem Herzog Ernst August I. von Sachsen-Weimar an. Er bot ihr eine Stelle an seinem Hof an, die sie jedoch ablehnte, da sie sich dazu entschlossen hatte, nach dem Tod ihres Mannes nie wieder einen Hof zu betreten. Im März 1744 verließ sie Eisenach und ging nach Magdeburg. Sie unterteilte ihre dort verbrachte Zeit in drei Phasen: erst erzog sie ihre Söhne, dann beschäftigte sie sich wieder vermehrt mit ihren Büchern und der Wissenschaft und lernte gelehrte Männer kennen, und zuletzt wurden ihre Söhne in die königlich-preußischen Kriegsdienste eingezogen. Elf Jahre später zog sie nach Mülhausen, wo sie sich schriftstellerischen Tätigkeiten widmete und nach eigenen Angaben das „gedruckte Tableau“ erfand.  Am 15. August 1758 erlitt sie einen Schlaganfall, der ihre Gesundheit einschränkte. Sie starb im März 1789.

## Schriften
Nach eigenen Angaben erfand Marie Sophie von Hopffgarten das gedruckte Tableau, das vermutlich dem Tableau vivant nachempfunden ist. Sie verfasste drei solcher Tableaus, von denen nur eines überliefert ist. Ihr Lieblingstableau ist aufgrund des chemischen Inhalts: Der Herzogliche Lüneburgische General Superintendent, Johann Arndt in Zelle, in sieben Stück Tableaus vorgestellet., erschienen 1760 in Mülhausen. Sie stellt Johann Arndt in sieben Feldern vor, jedes zeigt ihn in einer anderen Umgebung. So wird er erst als begabter Prediger in der Kirche geschildert, später wird sein Labor vorgestellt, in dem er Blei in Gold verwandelt. Das gedruckte Tableau zeichnet sich analog zum Tableau vivant durch seine Statik aus. In den einzelnen Feldern werden die Tätigkeiten und Haltungen von Personen, sowie deren Umgebung ausführlich beschrieben, ohne dass sich diese Figuren groß bewegen. Nicht überliefert wurden das komische Tableau Der Günstling des Glücks in Thüringen und ein tragisches über den in der Schlacht bei Leuthen gefallenen Leutnant von Mandelsloh.
Zudem verfasste sie auf den Tod ihres Ehemannes eine Trauerode mit dem Titel Der Riame über den Tod des Sejanus. Ein Mitglied der Deutschen Gesellschaft zu Leipzig verfasste eine Variation der Ode, um sein Beileid auszudrücken. Viele Formulierungen wurden aus dem Original übernommen und nur leicht angepasst, um den Inhalt von der Klage einer Frau über den Tod ihres Ehemannes in eine Klage eines Freundes dieser Frau zu verschieben. Die Ode und ihre Variation sind in der Familienchronik abgedruckt.
Sie ist auch die Verfasserin der Familienchronik der von Hopffgartens, erschienen Mülhausen 1761, in der Jetztzeit transkribiert von Tessa Neumann. Dafür hat sie selbst in fürstlichen Archiven und Privatbibliotheken Dokumente über die Familie gesucht und zusammengebracht. Obwohl sie nach ihrem Schlaganfall 1758 nicht mehr lesen oder schreiben konnte, wurde die Chronik erst 1761 veröffentlicht. Dank ihrem Engagement wurde direkt nach ihrer Hochzeit der Stammbaum der Familie erstellt und durch ihre eigenen Bemühungen später erweitert.

## Werke
- Der Herzogliche Lüneburgische General Superintendent, Johann Arndt in Zelle, in sieben Stück Tableaus vorgestellet. Brückner, Mühlausen 1760. (Online)
- Die Vortrefflichkeit der Familie von Hopffgarten, aus den vergangenen und gegenwärtigen Zeiten. Manuskriptdruck, Mühlhausen 1761, 468 S. (PDF/Online)